# Helteby
Helteby (russisk: город-герой, gorod-geroj) er en ærestitel, som blev givet for ekstraordinær heltedåd i den store fædrelandskrig (det russiske navn på anden verdenskrig). Titlen blev givet til tolv byer i Sovjetunionen, og ydermere blev Brest-fortet tildelt en lignende titel som "heltefort". Ærestitlen for en by svarer til den individuelle udmærkelse "Sovjetunionens helt". I dag ligger byerne Brest og Minsk i Hviderusland, og Kiev og Odessa er i Ukraine, men indbyggerne er stadig stolte af indsatsen.
Ifølge forskrifterne modtager heltebyen Leninordenen, Guldstjernemedaljen og et certifikat på den heltemodige gerning (gramota). Ligeledes bygges der en obelisk i byen.

## Jubilæumsmønter
- Smolensk
- Murmansk
- Leningrad (Sankt Petersborg)
- Tula
- Moskva
- Novorossijsk
- Stalingrad (Volgograd)

## Jubilæumsfrimærker fra 1965
- Brest-fortet
- Kiev
- Odessa
- Sankt Petersburg
- Moskva
- Sebastopol
- Stalingrad